# Philereme bipunctularia
Philereme bipunctularia là một loài bướm đêm trong họ Geometridae.